# Småländska kulturbilder
Småländska kulturbilder är en årsskrift, utgiven av Jönköpings läns hembygdsförbund och Jönköpings läns museum.
Årsskriften började ges ut 1907, under namnet Meddelanden från Norra Smålands fornminnesförening. Namnet ändrades senare till Meddelanden från Norra Smålands fornminnesförening och Jönköpings läns hembygdsförbund, och Meddelanden från Jönköpings läns hembygdsförbund - Småländska kulturbilder men heter nu endast Småländska kulturbilder.